# Amway
Amway är ett direkthandelsföretag som använder sig av nätverksförsäljning (ibland kallat pyramidförsäljning) för att sälja ett stort antal produkter inom framförallt hudvård/skönhet och hälsa. Amway startades 1959 av Jay Van Andel och Richard DeVos. Företagsnamnet är en förkortning av "The American way", det amerikanska sättet. Moderföretaget heter Alticor och ligger i Ada, Michigan.
Robert Kiyosaki gör i sina böcker reklam för Amways koncept, men har blivit hårt kritiserad för detta.
Amway säljer produkter inom framför allt personlig hygien, tvätt- och rengöringsprodukter, matvaror, vattenreningssystem för hemmabruk, Nutriway kosttillskott, Artistry hudvård och Beautycycle kosmetik.
Företaget öppnade på den svenska marknaden 1999, i Ryssland under 2005 och finns idag representerat i de flesta europeiska länder. Amway finns idag i nästan 90 länder i världen.
Under 2004 stod produkterna inom hudvård och hälsa för 60% av företagets omsättning. Flera andra företag har ett samarbete med Amway och säljer och marknadsför sina produkter via Amways hemsida. Moderbolaget Alticor, som Amway är en del av, rankades 2007 av Forbes som det 44:e största privata företaget i USA och var enligt Deloitte det 114:e största detaljhandelsföretaget i världen år 2006.

## Affärsmodell
Amway kombinerar direktförsäljning med nätverksförsäljning. Försäljare rekryteras och tränas av andra försäljare, som därigenom får möjlighet till provision också genom de (direkt eller indirekt) rekryterades försäljning.
Alla dessa försäljare, så kallade ABO:n ("oberoende amwayföretagare", på engelska IBO, "Independent Business Owner"), kan köpa produkter till rabatterade priser och det har visat sig att inköpen ofta i första hand går till egen konsumtion. 
Förutom de pengar företaget får in på produkterna kommer nya försäljare att använda pengar på utbildningsmaterial och seminarier för att lära sig att bygga upp organisationen och förbättra försäljningen. Denna gren av verksamheten sköts i första hand av personer högre upp i organisationen, inte av företaget själv.

## Produkter
Amways första produkt var det miljövänliga allrengöringsmedlet LOC (Liquid Organic Cleaner) som kom ut 1959 och växte sedan vidare med tvättmedlet SA8 som tillkom 1960. Senare tillkom hårproduktlinjen Satinique(1965) och Artistry hud- och skönhetsprodukter(1968). Idag tillverkar Amway över 450 produkter i sina fabriker i Ada, Michigan, Kina, och Indien såväl som Nutriway/Nutrilites ekologiska farmer i Kalifornien, delstaten Washington, Mexiko och Brasilien. Amway samarbetar även med andra partnerbutiker. 

## Kritik
Amway (och dess amerikanska onlinemotsvarighet, Quixtar) har varit i blåsväder i många år på grund av anklagelser om att de skulle vara en sekt och ett pyramidspel. Amerikanska Federal Trade Commission har i ett utslag klargjort att Amways affärsmodell i sig inte är olaglig men att man överdrivit möjligheterna till vinst och ägnat sig åt fixerade priser genom att kräva att de "oberoende" säljarna höll samma pris. Utredningen visade dock att de flesta produkterna sålda genom Amway är för personligt bruk av försäljarna själva (IBO) och inte till kunder till dessa. Att köpa produkter från Amway eller Quixtar ger IBO-poäng och man får således bonus för den egna personliga konsumtionen. Affärsmodellen är att man som IBO hjälper andra att bli IBO och får dem att köpa från Amway istället från andra affärer. Inkomsten beror på hur stor omsättning IBO:n och dess undergrupper har, och andelen ökar om man som IBO har större inflytande.
I normalfallet köper en IBO utbildningsmaterial och går på seminarier, vilket är den väg som är önskvärd, för att lära sig affärsmetoderna och bibehålla motivationen för att utveckla rörelsen. Dessa tillhandahålls inte av Amway själva utan av andra grupper, ofta beskrivna som Amway motivationsgrupper, normalt skötta av personer högre upp i organisationen. Det påstås att detta material, eller verktyg, är till hjälp och i vissa fall helt nödvändiga för att bygga en god försäljningsorganisation. Dock har undersökning från april 2003 visat att de flesta inkomsterna dessa personerna har kommer från tillhandahållande av dessa verktyg istället för från försäljning av produkter. Detta uttalande baserar sig på information från Bill Britts grupper i USA, och inte de grupper som bygger denna verksamhet i Sverige.
Kritiker påstår också att materialet är vinklat på ett sätt så att en IBO skall fortsätta att arbeta för en icke-monetär förtjänst i motsats till att förbättra sina färdigheter i byggande av affärsrörelsen. Anhängare påstår att materialet är det bästa sättet att utveckla en stor rörelse eftersom varje person i deras grupp kan få samma information när man förmedlar kunskapen vidare. De konstaterar att många IBO med stora grupper inte kan lägga nödvändig tid till att lära ut detta utan att använda tid som borde användas till arbete, familj eller andra åtaganden.
Det kan konstateras att flera grupper, oftast före detta medlemmar, men också vissa exit-grupper, påtalat att taktiken påminner om den hos en sekt. Steven Hassans Freedom of Mind Institute, en respektabel grupp av kultbevakare, säger att metoden är ett potentiellt missbruk enligt deras BITE-modell för indoktrinering av grupper. Andra exit-grupper har också en uttalad oro över metoderna.
Många av Amways grupper, inklusive en av de största, Dexter Yager-gruppen, är nära anknutna till samma Pingströrelse och karismatiska rörelser vilket gör att Amway marknadsförs som en kristen verksamhet men det finns Abo:er med olika religioner. Många Amway-distributörer rapporteras att förespråka en bokstavstrogen teologi som är nära relaterad till Pingströrelsen, men det är mycket svårt att säga om ursprunget är inifrån de religiösa grupperna, från Amway, eller en kombination av de båda och det är omöjligt att slutgiltigt avgöra det.
Av dem som kommer till Amway slutar 72 procent inom ett år och 96 procent slutar inom fem år. Över tio miljoner människor har varit igenom Amway, som tjänat pengar på dessa miljontals människor, men de skulle aldrig ha kunnat fortsätta om de inte kunnat expandera internationellt. Men många väljer att stanna som konsumenter för att de gillar produkterna och får möjlighet att köpa dem till grossistpris. 
Efter en artikel i tidningen Råd och Rön som uppfattades som kritik mot pyramidförsäljning, gick konsumentrådgivningen i Skellefteå ut med en varning för företaget Amway.

## Juridik
Federal Trade Commission avgjorde 1979 att Amway inte är ett illegalt pyramidspel tack vare att huvudmålet av verksamheten är försäljning av produkter och provision endast är betalt på försäljningsvolymen i gruppen. De tvingade dock Amway att förändra vissa policyer och förbjöd dem att lämna vilseledande uppgifter om förtjänst, inkomst eller förväntad försäljning inom gruppen. I marknadsföringen skulle verkliga snittsiffror baserat på hela nätet och även berätta att en normal distributör tjänar mindre än $100 per månad. Detta föreläggande bröts 1986 i en reklamkampanj och resulterade i en bot på $100 000.
En grupptalan blev under januari 2007 inlämnad som riktar sig både mot Amway/Quixtar och ”Kingpins Corporations” som är ett samlingsnamn för ett kluster av personer och företag runt Amway/Quixtars ledning. Advokat David Boise, som jobbat för amerikanska justitiedepartementet, hävdar att Quixtar i praktiken ignorerar de regler de har för att skydda sig mot att åtalas som ett pyramidföretag. De tar fasta på bland annat den Utah-baserade forskaren John M. Taylors uträkningar för några år sedan som visade att 99,9 procent av dem som går med i Amway förlorar pengar. Ett systematiskt bedrägeri, säger Boise.